# Lobiger serradifalci
Lobiger serradifalci é uma espécie de molusco pertencente à família Oxynoidae.
A autoridade científica da espécie é Calcara, tendo sido descrita no ano de 1840. Trata-se de uma espécie presente no território português, incluindo a zona económica exclusiva.